# International Gold Cup 1968
L'International Gold Cup 1968 (XV International Gold Cup), est une course de Formule 1 hors-championnat disputée sur le tracé d'Oulton Park le 17 août 1968.

## Grille de départ
| 1re ligne | Pos. 1                              |                                  | Pos. 2                              |                           | Pos. 3                    |
|           | G. Hill Lotus-Cosworth 1 min 29 s 8 |                                  | Stewart Matra-Cosworth 1 min 31 s 6 |                           | Amon Ferrari 1 min 30 s 0 |
| '2e ligne |                                     | Pos. 4                           |                                     | Pos. 5                    |                           |
|           |                                     | Brabham -Repco 1 min 30 s 2      |                                     | Ickx Ferrari 1 min 30 s 6 |                           |
| 3e ligne  | Pos. 6                              |                                  | Pos. 7                              |                           | Pos. 8                    |
|           | P. Rodríguez BRM 1 min 31 s 6       |                                  | Oliver Lotus-Cosworth 1 min 31 s 6  |                           | Bell Ferrari 1 min 32 s 4 |
| '4e ligne |                                     | Pos. 9                           |                                     | Pos. 10                   |                           |
|           |                                     | Rindt Brabham-Repco 1 min 33 s 2 |                                     | Courage BRM 1 min 34 s 6  |                           |
| 5e ligne  | Pos. 11                             |                                  | Pos. 12                             |                           | Pos. 13                   |
|           | Bonnier McLaren-BRM 1 min 36 s 0    |                                  | Lanfranchi BRM 1 min 38 s 2         |                           | Hobbs BRM 1 min 38 s 6    |

## Classement de la course
| Pos. | no | Pilote          | Écurie           | Tours | Temps/Abandon                  | Grille |
| ---- | -- | --------------- | ---------------- | ----- | ------------------------------ | ------ |
| 1    | 5  | Jackie Stewart  | Matra-Cosworth   | 40    | 1 h 0 min 39 s 0 (175,90 km/h) | 2      |
| 2    | 8  | Chris Amon      | Ferrari          | 40    | + 4 s 6                        | 3      |
| 3    | 3  | Jackie Oliver   | Lotus-Cosworth   | 40    | + 49 s 6                       | 7      |
| 4    | 12 | Pedro Rodríguez | BRM              | 39    |                                | 6      |
| 5    | 14 | Tony Lanfranchi | BRM              | 34    |                                | 12     |
| 6    | 15 | David Hobbs     | BRM              | 34    |                                | 13     |
| Abd. | 17 | Derek Bell      | Ferrari          | 25    | Moteur                         | 8      |
| Abd. | 6  | Jack Brabham    | Brabham-Repco    | 22    | Fuite d'huile                  | 4      |
| Abd. | 9  | Jacky Ickx      | Ferrari          | 21    | Allumage                       | 5      |
| Abd. | 7  | Jochen Rindt    | Brabham-Repco    | 14    | Fuite d'huile                  | 9      |
| Abd. | 10 | Joakim Bonnier  | McLaren-BRM      | 10    | Pression d'huile               | 11     |
| Abd. | 11 | Piers Courage   | BRM              | 7     | Mécanique                      | 10     |
| Abd. | 2  | Graham Hill     | Lotus-Cosworth   | 7     | Transmission                   | 1      |
| Np.  | 1  | Bruce McLaren   | McLaren-Cosworth |       | Non partant                    |        |
| Np.  | 4  | John Surtees    | Honda            |       | Non partant                    |        |
| Np.  | 16 | Silvio Moser    | Brabham-Repco    |       | Non partant                    |        |
| Np.  | 1  | Denny Hulme     | McLaren-Cosworth |       | Inscrit en réserve             |        |

Légende:
- Abd.= Abandon - Np.=Non partant

## Pole position et record du tour
- Pole position :  Graham Hill (Lotus-Cosworth) en 1 min 29 s 2.
- Meilleur tour en course :  Jackie Stewart (Matra-Cosworth) et  Chris Amon (Ferrari) en 1 min 30 s 0 (177,75 km/h).